# Warlayirti Artists
 (décembre 2019).
Warlayirti Artists est un centre d'art et un centre culturel situé à Balgo (Wirrimanu) en Australie-Occidentale et qui a été fondé en 1987. Le centre culturel adjacent au centre d'art a été inauguré en 2001. La coopérative regroupe des peintres des communautés aborigènes de Balgo, Mulan, Ringer Soak, Billiluna et Yakka Yakka (fermée en 2005).

## Accès
L'accès à Balgo est possible par la voie des airs ou par la piste Tanami (Tanami track).

## Artistes
BAI BAI NAPANGARTI
- 2004 Musée d'arts africains, océaniens, amérindiens (MAAOA), Centre de la Vieille Charité, Marseille (5 juin au 3 octobre 2004)
- 1999 Miliynyin, Japingka Gallery, Fremantle
- 1998 15th National Aboriginal and Torres Strait Islander Art Awards, Museum and Art Gallery of the Northern Territory, Darwin
- 1997 New Painting by Balgo Women, Vivien Anderson Gallery, Melbourne
- 1997 Daughters of the Dreaming: Sisters Together Strong, Art Gallery of Western Australia, Perth
- 1995 New Works By the Artists of Balgo Hills, Coo-ee Aboriginal Art, Sydney
- 1994 Aboriginal Desert Women’s Law, Ballarat Fine Art Gallery, Victoria
- 1994 Aboriginal Desert Women’s Law, A.R.T. Collins Place Gallery, Melbourne
- 1994 Desert Spirit Paintings, Channing Gallery, Santa Fe, USA
- 1993 Images of Power: Aboriginal Art of the Kimberley, National Gallery of Victoria, Melbourne
- 1991 Yapa: Peintres Aborigenes de Balgo et Lajamanu, Baudon Lebon Gallery, Paris
- 1991 Aboriginal Art and Spirituality, High Court, Canberra
- 1990 Recent Balgo Paintings, Dreamtime Gallery, Perth, WA
- 1989 Balgo Paintings, Robert Steele Gallery, Adelaide, SA
- 1989 Balgo Painting, Dreamtime Gallery, Perth, WA
- 1989 Recent Paintings from Balgo, Gallery Gabrielle Pizzi, Melbourne, Victoria
- 1988 Art from Balgo Hills, Birukmarri Gallery, Fremantle, WA
- 1986 Art From the Great Sandy Desert, Art Gallery of WA, Perth

- Boxer Milner Tjampitjin
- Bridget (Martingale/Mati) Mudgedell Napanangka
- Elizabeth Nyumi
- Ena Gimme Nungurayai
- Eubena Nampitjin
- Helicopter Tjungurrayi
- John Lee
- Johnny Gordon Downs Tjangala
- Lucy Yukenbarri Napanangka
- Millie Skeen Nampitjin
- Milliga Napaltjarri
- Rosie Nanyuma Naparrula
- Sunfly Tjampitjin
- Susic Bootja Bootja Napangarti
- Tjumpo Tjapanangka
- Wimmitji Tjapangarti